# Michael James Lighthill
Sir Michael James Lighthill (* 23. Januar 1924 in Paris; † 17. Juli 1998 auf Sark) war ein britischer Professor für angewandte Mathematik.

## Biographie
Lighthills Vater war der Mineningenieur Ernest Balzar Lighthill, der elsässischen Ursprungs war und seinen Namen Lichtenberg während des Ersten Weltkriegs änderte, um antideutschen Vorurteilen zu entgehen. Der 54 Jahre alte Vater arbeitete zur Zeit von Lighthills Geburt in Frankreich und drei Jahre nach seiner Geburt zog die Familie zurück nach England.
Lighthill besuchte das Winchester College, wo er sich mit Freeman Dyson anfreundete – zusammen studierten sie die Principia Mathematica von Russell und Whitehead und den Cours d’Analyse von Camille Jordan. Im Alter von 15 Jahren erhielt Lighthill ein Stipendium für das Trinity College in Cambridge. Er nahm das Stipendium jedoch erst 2 Jahre später an, da er warten wollte, bis er 17 wurde. Nach zwei Jahren Studium erhielt er 1943 seinen Bachelor.
In seiner Zeit in Cambridge lernte er Nancy Dumaresq kennen, die Mathematik am Newnham College studierte. Nach seinem Studium bemühte er sich um einen Arbeitsplatz am Royal Aircraft Establishment in Farnborough, da seine Freundin inzwischen dort arbeitete, nahm dann jedoch eine Stelle am National Physical Laboratory, Teddington in der Abteilung für Aerodynamik an. Er heiratete Dumaresq im Jahre 1945, nachdem er seine Arbeit am National Physical Laboratory beendet hatte. 1945 bis 1949 war er Fellow des Trinity College.
Lighthill wurde 1946 Dozent an der Universität Manchester. Hier begründete er eine Abteilung, die sich mit Hydrodynamik befasste und schnell die englische Forschung in dem Gebiet dominierte. 1950 wurde er zum Professor für angewandte Mathematik in Manchester berufen. Schon seit Mitte der 1940er-Jahre beschäftigte er sich intensiv mit Überschallströmungen um Tragflügelprofile und die damit verbundene Thermodynamik von Stoßwellen. Außerdem entwickelte er die Grundlagen zur Formulierung einer Akustischen Analogie zur Beschreibung des Strömungsgeräusches, die auch heute noch die Basis einer Vielzahl von Lösungsansätzen in der Numerischen Aeroakustik bildet (Proceedings Royal Society 1952, 1954). Er zeigte, dass die Lärmerzeugung mit der achten Potenz der Flugzeuggeschwindigkeit zunimmt.
1959 verließ er Manchester und wurde der Direktor des Royal Aircraft Establishment in Farnborough. Hier arbeitete er an der Entwicklung von kommerziellen Fernseh- und Kommunikationssatelliten sowie der bemannten Raumfahrt. Seine Arbeit im Bereich der Überschallflugzeuge war später wichtig für die Entwicklung der Concorde.
Ein weiteres seiner Arbeitsgebiete war nichtlineare Dynamik (besonders in der Akustik einschließlich aktiver Lärmkontrolle), Anwendungen auf die Untersuchung von Straßenverkehrsflüssen, meteorologische Anwendungen und Strömungsphysik biologischer Systeme (von Strömung in Arterien, Vogelflug, Schwimmen von Fischen bis zur Fortbewegung von Amöben).
Nachdem er bereits 1953 Mitglied der Royal Society geworden war, wurde er 1964 Royal Society Research Professor am Imperial College in London. Im selben Jahr gründete er, um eine bessere Förderung der angewandten Mathematik zu erreichen, das Institute of Mathematics and its Applications, dessen erster Direktor er 1967 war. Ebenfalls 1964 wurde er mit der Royal Medal der Royal Society ausgezeichnet.
Als Paul Dirac 1969 den Lucasischen Lehrstuhl in Cambridge aufgab, wurde Lighthill zu seinem Nachfolger bestimmt. Diese Professorenstelle hatte er zehn Jahre inne, bis er von Stephen Hawking abgelöst wurde. Danach wurde Lighthill Leiter (Provost) des University College London, was er bis zu seiner Pensionierung 1989 blieb. Obwohl er viel mit Mittelbeschaffung und Verwaltung beschäftigt war, fand er immer noch Zeit, Forschung zu betreiben. So beschäftigte er sich z. B. mit chaotischen Systemen, der Nutzung der Wellenenergie und dem menschlichen Hören. Nach seiner Pensionierung war er Vorsitzender eines internationalen Komitees zur Verringerung der Auswirkungen von Naturkatastrophen des International Council of Scientific Unions.
1973 war er Vorsitzender eines Komitees in Großbritannien, das (im Auftrag des British Science Research Councils) die Aussichten der Künstlichen Intelligenzforschung (KI) untersuchen sollte. Der „Lighthill Report“ kam zu einer sehr kritischen Einschätzung dieser Forschungsrichtung (u. a. Sprachverarbeitung und Robotik). In der Folge wurde die staatliche Unterstützung für KI in Großbritannien bis auf zwei Universitäten eingestellt.
Seine Leidenschaft, Inseln in der ganzen Welt zu umschwimmen, von der er gern erzählte, wurde ihm schließlich am 17. Juli 1998 zum Verhängnis. Aufgrund eines Herzklappenfehlers starb er beim Versuch, die Kanalinsel Sark zum sechsten Mal zu umschwimmen (die neun Meilen hatte er fast vollendet). Er hinterließ seine Frau, einen Sohn und vier Töchter.
1964 erhielt er die Royal Medal der Royal Society. 1965 erhielt er die Goldmedaille der Royal Aeronautical Society (deren Fellow er 1961 wurde) und 1981 den Harvey Prize in Israel. Er war seit 1958 Mitglied der American Academy of Arts and Sciences (1958), des American Institute of Aeronautics and Astronautics, der American Philosophical Society, der US National Academy of Science (1976), der französischen Akademie der Wissenschaften (1976), der National Academy of Engineering (1977) und der Russischen Akademie der Wissenschaften (1994). Seit 1975 war er korrespondierendes Mitglied der Braunschweigischen Wissenschaftlichen Gesellschaft. Im Jahr 1983 wurde er zum Mitglied der Leopoldina gewählt. 1984 erhielt er die G. I. Taylor Medal. 1998, kurz vor seinem Tod, war er noch mit der Copley Medal der Royal Society ausgezeichnet worden.
1965 bis 1969 war er Sekretär und dann Vizepräsident der Royal Society. 1984 bis 1988 war er Präsident der International Union of Theoretical and Applied Mechanics. Er erhielt 24 Ehrendoktortitel, u. a. aus Princeton, Aachen, Lissabon, Paris und St. Petersburg. 1971 wurde er von der Queen als Knight Bachelor geadelt. 1986 wurde er Ehrenfellow des Trinity College.

## Schriften
- On sound generated aerodynamically. I. General theory. In: Proceedings of the Royal Society of London. Series A: Mathematical and Physical Sciences. Band 211, Nr. 1107, 1952, S. 564–587, doi:10.1098/rspa.1952.0060.
- On sound generated aerodynamically. II. Turbulence as a source of sound. In: Proceedings of the Royal Society of London. Series A: Mathematical and Physical Sciences. Band 222, Nr. 1148, 1954, S. 1–34, doi:10.1098/rspa.1954.0049.
- mit Gerald Beresford Whitham: On kinematic waves. I. Flood movement in long rivers. In: Proceedings of the Royal Society of London. Series A: Mathematical and Physical Sciences. Band 229, Nr. 1178, 1955, S. 281–316, doi:10.1098/rspa.1955.0088.
- mit Gerald Beresford Whitham: On kinematic waves. II. A theory of traffic flow on long crowded roads. In: Proceedings of the Royal Society of London. Series A: Mathematical and Physical Sciences. Band 229, Nr. 1178, 1955, S. 317–345, doi:10.1098/rspa.1955.0089.
- Higher approximations in aerodynamic theory (= Princeton Aeronautical Paperbacks. 5, ZDB-ID 597396-X). Princeton University Press, Princeton NJ 1960.
- Introduction to fourier analysis and generalised functions. Cambridge University Press, Cambridge u. a. 1958, (deutsch: Einführung in die Theorie der Fourieranalysis und der verallgemeinerten Funktionen (= BI-Hochschultaschenbücher. 139, ISSN 0521-9582). Bibliographisches Institut, Mannheim u. a. 1966).
- Mathematical Biofluiddynamics (= Regional Conference Series in Applied Mathematics. 17). Society for Industrial and Applied Mathematics, Philadelphia PA 1975, ISBN 0-89871-014-6.
- Waves in Fluids. Cambridge University Press, Cambridge u. a. 1978, ISBN 0-521-21689-3.
- An informal introduction to theoretical fluid mechanics (= IMA Monograph Series. 2). Clarendon Press, Oxford u. a. 1986, ISBN 0-19-853631-3.
- Collected Papers. Edited by M. Yousuff Hussaini. 4 Bände, Oxford University Press, New York NY u. a. 1997, ISBN 0-19-509222-8.